# Náš malovaný prezident
Náš malovaný prezident (v anglickém originále Our Cartoon President) je americký animovaný seriál, který měl premiéru 11. února 2018 na americké televizi Showtime. Jeho tvůrci jsou Stephen Colbert, Chris Licht, Matt Lapin, Tim Luecke a R.J. Fried a je založen na skečích z Colbertovy late night talk show The Late Show with Stephen Colbert.
22. ledna 2019 bylo oznámeno objednání druhé řady, která měla premiéru 12. května 2019. 2. srpna 2019 byl seriál prodloužen o třetí řadu, která měla premiéru 26. ledna 2020.
V Česku měl seriál premiéru 4. května 2018 na stanici HBO 3.

## Děj
Satirický seriál sleduje téměř pravdivé patálie amerického prezidenta Donalda Trumpa, jeho veselé skupiny poradců a rodinných příslušníků. Vstupte za dveře Bílého domu a naskytne se vám zcela otevřený pohled na typický den v Trumpově světě.

## Obsazení

### Hlavní postavy
- Jeff Bergman jako Donald John Trump, Louis Carl „Lou“ Dobbs, Joseph Robinette „Joe“ Biden Jr., Bill de Blasio a John Fitzgerald Kennedy
- Cody Lindquist jako Melania Trumpová a Louise Linton
- William Sadler jako John Francis Kelly, Jefferson Beauregard Sessions III, Addison Mitchell McConnell Jr. a Wilbur Louis Ross Jr.
- Emily Lynne jako Ivana Marie "Ivanka" Trumpová, Eric Frederick Trump, Karen Sue Pence, Nancy Patricia D'Alesandrová Pelosiová, Stormy Daniels, Theresa Mary Mayová, Alžběta II. a Ann Coulterová
- John Viener jako Michael Richard "Mike" Pence, Bůh a Howard Schultz
- Gabriel Gundacker jako Donald John „Don“ Trump Jr., Stephen Miller a Brian Kilmeade
- Griffin Newman jako Jared Corey Kushner
- Molly Gordon jako Sarah Elizabeth Huckabee Sandersová (epizoda 1–10)
- Jennifer F. Jackson jako Sarah Elizabeth Huckabee Sandersová (epizoda 11–dosud), Maggie Lindsy Haberman, Kellyanne Elizabeth Conway a Susan Margaret Collinsová
- Jim Santangeli jako Herbert Raymond McMaster a Frederick Christ Trump Sr.
- James Adomian jako Rafael Edward „Ted“ Cruz, Sean Patrick Hannity, Alexander Emerick "Alex" Jones, William „Bill“ Jefferson Clinton, Rudolph William Louis „Rudy“ Giuliani, Sebastian Lukács Gorka, Benjamin Franklin, Michael J. Lindell, Bernard „Bernie“ Sanders a Elon Reeve Musk
- Zach Cherry jako Benjamin Solomon "Ben" Carson Sr., Colin Rand Kaepernick a Evander Holyfield

### Vedlejší postavy
- Amanda Philipson jako Rachel Anne Maddow a Kimberly Ann Guilfoyle
- Stephen Colbert jako Wolf Isaac Blitzer a Bůh
- Brett Davis jako Anderson Hays Cooper
- Katie Rich jako Elisabeth Dee „Betsy“ DeVosová
- Mike Leech jako Paul Davis Ryan Jr.
- Anna Eilinsfeld jako Ainsley Earhardt
- Thomas Whittington jako Charles Ellis „Chuck“ Schumer
- R.J. Fried jako Stephen James "Steve" Doocy a Vladimir Vladimirovič Putin
- Zach Smilovitz jako Steven Terner Mnuchin, John Robert Bolton a Charles David "Chuck" Todd
- Paul Christie jako James Norman "Jim" Mattis
- Jen Spyra jako Hillary Diane Rodham Clintonová
- Eliana Kwartler jako Angela Dorothea Merkelová a Hope Charlotte Hicks
- Mike MacRae jako Willard Mitt Romney a Joseph Anthony „Joe“ Manchin III.
- Matthew Rogers jako William "Bill" Shine
- Jack McBrayer jako Lindsey Olin Graham
- Alise Morales jako Alexandria Ocasio-Cortezová
- Matthew Piazzi jako George Robert Stephanopoulos a Abilio James "Jim" Acosta

### Hostující postavy
- Arthur Lai jako Si Ťin-pching
- Godfrey jako Barack Hussein Obama II
- Aaron Landon jako Justin Pierre James Trudeau
- Thomas Berkley jako Rex Wayne Tillerson
- Benjamin Siemon jako Taggart Mitt Romney
- Grace Edwards jako Omarosa Onee Manigault Newman
- David Slavin jako Sean Patrick Conley
- Jason Kravits jako Michael Rubens Bloomberg
- Jonathan Van Ness jako on sám

## Řady a díly
| Řada    | Díly | Premiéra v USA                              | Premiéra v USA    | Premiéra v ČR     | Premiéra v ČR     |
| Řada    | Díly | První díl                                   | Poslední díl      | První díl         | Poslední díl      |
| ------- | ---- | ------------------------------------------- | ----------------- | ----------------- | ----------------- |
| 1       | 17   | 28. ledna 2018 (online) 11. února 2018 (TV) | 26. srpna 2018    | 4. května 2018    | 31. srpna 2018    |
| Speciál | 1    | 4. listopadu 2018                           | 4. listopadu 2018 | 9. listopadu 2018 | 9. listopadu 2018 |
| 2       | 10   | 12. května 2019                             | 7. června 2019    | 14. července 2019 | 9. srpna 2019     |
| 3       | 18   | 14. dubna 2020                              | 8. listopadu 2020 | 11. září 2020     | 22. ledna 2021    |

## Produkce

### Pozadí
Seriál je spin-offem The Late Show with Stephen Colbert, která od roku 2016 představovala sérii skečů, představující animovanou karikaturu Donalda Trumpa, kterou navrhl Tim Luecke a nadaboval Brian Stack. Skeče využívali Adobe Character Animator, aby umožnili Colbertovi komunikovat s postavou v reálném čase. Postava byla taktéž představena v animovaném kraťasu během Colbertovém nočním volebním speciálu na stanici Showtime.

### Výroba
Po online úspěchu skečů, showrunner Late Show Chris Licht navrhl Timu Lueckemovi a Mattu Lappinovi, aby vytvořili koncept pro ich vlastní televizní seriál. V jejich návrhu pro stanici Showtime, Luecke a Lappin opsali potenciální seriál jako pohled "za zákulisí v Bílém domě" a že by se jejich práce "vyráběla tak rychle, jak bychom mohli, abychom mohli začít držet krok se zpravodajským cyklem".
27. července 2017 stanice Showtime oznámila, že dala zelenou pro animovaný seriál založený na skečích s vedoucími producenty Stephenem Colbertem, Mattem Lapinem a Chrisem Lichtem. 18. prosince 2017 bylo oznámeno, že by seriál měl mít premiéru 11. února 2018. 8. března 2018 stanice Showtime oznámila, že objednali dalších sedm dílů první řady, které se budou vysílat během léta 2018. Tak má první řada z původních 10 dílů celkově 17. 30. května 2018 bylo oznámeno, že dalších sedm dílů první řady se začnou vysílat 15. července 2018. 22. srpna 2018 bylo oznámeno, že stanice Showtime natočí volební speciál pod názvem "Our Cartoon President: Election Special 2018". Premiéra byla stanovena na 4. listopadu 2018 a ve speciálu se objevili Vladimir Putin, Rudy Giuliani, Bill Clinton, Hillary Clintonová a Barack Obama.
Dne 22. ledna 2019 bylo oznámeno, že seriál získal druhou řadu, která se skládá z deseti dílů. Druhá řada měla premiéru 12. května 2019. Dne 2. srpna 2019 byl seriál prodloužen o třetí řadu, která měla premiéru 26. ledna 2020.

## Zveřejnění

### Marketing
18. prosince 2017 stanice Showtime zveřejnila první teaser trailer pro seriál. 30. května 2018 byl vydán trailer pro dalších sedm dílů první řady seriálu. 31. října 2018 byl zveřejněn trailer pro televizní speciál "Our Cartoon President: Election Special 2018".

### Večeře korespondentů v Bílém domě 2018
28. dubna 2018 bylo speciální tříminutové video, vytvořené herci a štábem seriálu, vysíláno během Večeře korespondentů v Bílém domě 2018.

### DVD
18. prosince 2018 bylo společnostmi CBS Home Entertainment a Paramount Home Media Distribution vydáno na DVD všech sedmnáct dílů první řady a volební speciál. DVD také obsahuje mnoho bonusů, jako hlasový komentář epizód, featurette při pohledu na proces animace, záběry ze čtení scénáře jedenácté epizody a klipy z The Late Show with Stephen Colbert, Stephen Colbert's 2016 Election Special a The White House Correspondent's Dinner.